# إعصار آبي
كان إعصار آبي (بالإنجليزية: Typhoon Abe)‏، المعروف باسم إعصار إليانج في الفلبين، هو العاصفة الرابعة عشرة المسماة موسم الأعاصير في المحيط الهادئ عام 1990. تشكل الإكتئاب في 23 أغسطس من الإضطراب الإستوائي، والذي تطور في النهاية إلى إعصار آبي في البداية في إتجاه ثابت بين الغرب والشمال الغربي. نتيجة للرياح الموسمية الشديدة، تغير مسار آبي لفترة وجيزة إلى مسار متجه شرقا ثم شمالا قبل أن يعود إلى مساره الأصلي. تكثف آبي بمقدار ضئيل فقط بين الساعة 00:00 بالتوقيت العالمي المنسق في 24 أغسطس والساعة 06:00 بالتوقيت العالمي المنسق في 27 أغسطس بسبب الآثار المدمرة للزيادة، وفي 30 أغسطس، بلغ آبي ذروته باعتباره إعصارًا مكافئًا من الفئة 2 على مقياس سفير-سمبسون للإعصار. بعد أن بلغ ذروته، عبر آبي جزر ريوكيو وبحر الصين الشرقي، ووصل اليابسة في الصين حيث أثرت على مقاطعات جيجيانغ وجيانغسو قبل دخول المنطقة الصفراء للبحر، يعبر كوريا الجنوبية، وأخيراً ينتقل إلى إعصار خارج المداري.